# تاسوس پاپادوپولوس
تاسوس (افستاثیوس) نیکولائو پاپادوپولوس (به یونانی: Τάσσος (Ευστάθιος) Νικολάου Παπαδόπουλος) (زادهٔ ۷ ژانویهٔ ۱۹۳۴ – مرگ ۱۲ دسامبر ۲۰۰۸) سیاستمدار قبرسی و رئیس‌جمهور این کشور میان سال‌های ۲۰۰۳ تا ۲۰۰۸ بود.

## زندگی
وی در خانواده‌ای حقوق‌دان زاده‌شد. در جوانی تحصیلاتش را در دانشگاه کینگز لندن پی‌گرفت. در لندن او با اسپیروس کیپیرانو آشناشد. آنان در لندن اتحادیهٔ ملی دانشجویان قبرسی در لندن را بنیاد نهادند.
با استقلال قبرس او در ۲۵ سالگی در کابینهٔ ماکاریوس سوم نخست به طور موقت وزیر داخله و سپس وزیر کار شد و بدین‌سان مبدل به جوان‌ترین وزیر در تاریخ سیاسی قبرس شد. برای ۱۲ سال آینده وی ریاست چند وزارت‌خانهٔ دیگر را نیز بر عهده داشت، از جمله وزارت‌های کشاورزی و بهداشت.
در جریان کودتای ۱۹۷۴ وی از سوی کودتاگران به زندان افتاد و همزمان با حمله نظامی ترکیه به قبرس آزاد شد.
در انتخابات سال ۲۰۰۳ میلادی در قبرس به ریاست جمهوری رسید. ولی در انتخابات ۲۰۰۸ نتوانست برای دستیابی دوباره بر این جایگاه رای لازم را به دست آورد.
پاپادوپولوس به سبب استعمال بیش از اندازهٔ دخانیت دچار سرطان ریه شد و درگذشت.